# Péter Bocsor
Péter Bocsor (* 1973 in Ungarn).
Bocsor ist ein ehemaliger Kinderschauspieler und hatte nur einen Auftritt, eine Hauptrolle im 1984 erschienen ungarischen Film The Annunciation (Angyali üdvözlet) als Adam.